# Киши-Карой
Киши́-Каро́й (Киши-Караой; каз. Кіші Қараой) — горько-солёное озеро в Акжарском районе Северо-Казахстанской области.
Озеро расположено на высоте 53 м над уровнем моря во впадине между солончаков посреди полынно-типчаковой полупустыни.
Площадь поверхности водоёма составляет 102 км². Питание снеговое. Озеро подвергается засолению.